# Alice is missing
Alice is Missing est un jeu de société créé en 2022 par Spenser Starke, illustré par Julianne Grieppe et édité par Renegade Game Studio.

## Résumé
Alice Briarwood, une jeune de Silent Falls en Californie et étudiant dans une école de la ville, vient de disparaitre. Dans la ville californienne, personne ne parle de cette disparition étonnante sauf quelques proches d'Alice qui tentent de résoudre l'enquête de la manière la plus discrète possible.

## Gameplay
Ce jeu est souvent décrit comme un mélange entre le jeu de rôle et du jeu d'enquête. Contrairement aux jeux de rôle habituels, les joueurs communiquent uniquement au moyen d'une plateforme de communication commune comme Discord, Skype ou encore Messenger.

## Merchandising
Une extension au jeu nommée Silent Falls est en préparation. De plus, en raison de la popularité du jeu, Paramount Pictures a annoncé qu'il avait racheté les droits afin produire une adaptation cinématographique du jeu,.

## Récompenses
- Nommé à l'As d'Or 2023 - Catégorie initié
- Prix spécial du jury [Groupement des boutiques ludiques]
- Prix Audacieux Fox & compagnie
- Prix Lizzie Magie 2023[7]